# Samerberg
Samerberg – gmina w Niemczech, w kraju związkowym Bawaria, w rejencji Górna Bawaria, w regionie Südostoberbayern, w powiecie Rosenheim. Leży około 12 km na południowy wschód od Rosenheimu.

## Demografia
Dane o ludności z 31 grudnia 2008:
| Opis                                | Ogółem | Ogółem | Kobiety | Kobiety | Mężczyźni | Mężczyźni |
| ----------------------------------- | ------ | ------ | ------- | ------- | --------- | --------- |
| Jednostka                           | osób   | %      | osób    | %       | osób      | %         |
| Populacja                           | 2622   | 100    | 1348    | 51,41   | 1274      | 48,59     |
| Wiek przedprodukcyjny (0–17 lat)    | 483    | 18,42  | 253     | 9,65    | 230       | 8,77      |
| Wiek produkcyjny (18–65 lat)        | 1584   | 60,41  | 796     | 30,36   | 788       | 30,05     |
| Wiek poprodukcyjny (powyżej 65 lat) | 555    | 21,17  | 299     | 11,4    | 256       | 9,76      |

## Polityka
Wójtem gminy jest Georg Huber, rada gminy składa się z osób.
|      | CSU | ÜPW | Razem |
| 2008 | 6   | 8   | 14    |
| 2002 | 6   | 8   | 14    |